# クレーン郡 (テキサス州)
クレーン郡（クレーンぐん、英: Crane County）は、アメリカ合衆国テキサス州の西部に位置する郡である。2010年国勢調査での人口は4,375人であり、2000年の3,996人から9.5%増加した。郡庁所在地は唯一の都市であるクレーン市（人口3,353人）であり、同郡で人口最大の町でもある。クレーン郡は1887年に設立され、郡名はベイラー大学の学長を務めたウィリアム・キャリー・クレーンに因んで名付けられた。

## 歴史

### インディアン
クレーン郡となった地域の最初の住人はインディアンだった。後に入ってきた部族としてはコマンチ族やアパッチ族、カイオワ族がいた。

### 郡の成立と成長
1887年、クレーン郡はトムグリーン郡の一部から設立され、郡名はベイラー大学を創立したウィリアム・キャリー・クレーンに因んで名付けられた。開拓者が郡内に入ってきたのはその後何年も経ってからであり、1927年になって組織化が行われた。1900年、国勢調査では人口51人、牧場数12に過ぎなかった。1918年でも道路すら無かった。
1925年遅く、チャーチ・アンド・フィールズ探索会社が石油掘削の許可を取得した。第1号油井は1926年3月に据えられた。
1927年の郡人口は6,000人と推計されていた。クレーンの町の人口は約4,500人だった。郡内のどこでも水が1バーレル1ドルから2.25ドルで運ばれた。1926年に石油が発見されて以来、1991年までに生産された石油の累計は 1,552,324,000 バーレル (246,799,800 m3) になった。

## 地理
アメリカ合衆国国勢調査局に拠れば、郡域全面積は786平方マイル (2,035.7 km2)であり、事実上全て陸地である。

### 主要高規格道路
- アメリカ国道385号線
- テキサス州道329号線

### 隣接する郡
- エクター郡 - 北
- アプトン郡 - 東
- クロケット郡 - 南東
- ペコス郡 - 南
- ワード郡 - 西

## 人口動態
以下は2000年の国勢調査による人口統計データである。
| 基礎データ - 人口: 3,996人 - 世帯数: 1,360 世帯 - 家族数: 1,082 家族 - 人口密度: 2人/km2（5人/mi2） - 住居数: 1,596軒 - 住居密度: 1軒/km2（2軒/mi2） 人種別人口構成 - 白人: 73.70% - アフリカン・アメリカン: 2.90% - ネイティブ・アメリカン: 0.98% - アジア人: 0.35% - その他の人種: 19.49% - 混血: 2.58% - ヒスパニック・ラテン系: 43.87% 年齢別人口構成 - 18歳未満: 31.9% - 18-24歳: 7.7% - 25-44歳: 26.9% - 45-64歳: 22.6% - 65歳以上: 10.9% - 年齢の中央値: 34歳 - 性比（女性100人あたり男性の人口） - 総人口: 94.8 - 18歳以上: 90.5 | 世帯と家族（対世帯数） - 18歳未満の子供がいる: 43.4% - 結婚・同居している夫婦: 67.8% - 未婚・離婚・死別女性が世帯主: 7.9% - 非家族世帯: 20.4% - 単身世帯: 18.8% - 65歳以上の老人1人暮らし: 9.5% - 平均構成人数 - 世帯: 2.91人 - 家族: 3.35人 収入と家計 - 収入の中央値 - 世帯: 32,194米ドル - 家族: 36,820米ドル - 性別 - 男性: 33,438米ドル - 女性: 16,806米ドル - 人口1人あたり収入: 15,374米ドル - 貧困線以下 - 対人口: 13.4% - 対家族数: 12.4% - 18歳未満: 15.3% - 65歳以上: 10.5% |

## 経済
郡経済の中で最大の産業は石油とガスの生産である。ワッデル牧場には2007年時点で800以上の生産油井があり、パーミアン盆地ロイヤルティ・トラストの中で単一のものとして最大である。石油が発見されて以来、累計で15億バーレル (240,000,000 m3) が生産されており、テキサス州の中で石油生産高でトップクラスの郡である。その他に牛の牧畜と地方政府が大きな雇用主である。503,000エーカー (2,040 km2) 以上の土地が家畜の放牧に使われている。

## 都市と町
- クレーン - 郡庁所在地

### 未編入の町
- タブスコーナー